# FC Südtirol
Fussball Club Südtirol, zkráceně jen Südtirol je italský fotbalový klub hrající v sezóně 2024/25 ve 2. italské fotbalové lize sídlící ve městě Bolzano v regionu Tridentsko-Horní Adiže.
Sportovní tradice klubu začala v roce 1974,kdy byl ve městě Brixen založen fotbalový klub Sport Verein Milland', jemuž předsedal Ubald Comper a který přijal žlutočerné barvy.
Po několika letech improvizované a neoficiální činnosti se klub v roce 1977 stal členem FIGS. V roce 1995 skupina místních podnikatelů prosazovala aby se vytvořil fotbalový klub na vysoké úrovni na území Jižního Tyrolska. Po jednání o koupi klubu FC Bolzano 1996 selhala a tak se rozhodli realizovat nový projekt, který se spoléhal právě na klub SV Milland. Klub se poté přejmenoval na Football Club Südtirol-Alto Adige a s novými barvami bílou a červenou. Předsednictví přešlo na architekta Hannse Hubera, zatímco Joseph Insam se stal sportovním ředitelem.
V sezoně 1999/00 vyhrál pátou ligu a postoupil poprvé v historii do profi ligy. V profi lize už potřebovali lepší stadion a ten byl ve městě Bolzano. První postup do třetí ligy byl po vítězné sezoně 2009/10. Největší úspěch je vítězství ve třetí lize v sezoně  2021/22.

## Změny názvu klubu
- 1974/75 – 1994/95 – SV Milland (Sport Verein Milland)
- 1995/96 – 1999/00 – FC Südtirol-Alto Adige (Football Club Südtirol-Alto Adige)
- 2000/01 – FC Südtirol (Fussball Club Südtirol)

## Získané trofeje

### Vyhrané domácí soutěže
- 3. italská liga (1×)

2021/21
- 4. italská liga (1×)

2009/10

## Účast v ligách
| Úroveň soutěže | Název soutěže (nynější název) | První hraná sezona | Poslední hraná sezona | celkem odehraných sezon |
| -------------- | ----------------------------- | ------------------ | --------------------- | ----------------------- |
| 2              | Serie B                       | 2022/23            | 2024/25               | 3                       |
| 3              | Serie C                       | 2010/11            | 2021/22               | 12                      |
| 4              | Serie D                       | 2000/01            | 2009/10               | 10                      |
| 5              | Eccellenza                    | 1997/98            | 1999/00               | 5                       |

## Fotbalisté

### Historické statistiky
| Počet utkání | Počet utkání      | Počet utkání |  | Počet branek | Počet branek       | Počet branek |
| Pořadí       | Jméno             | Počet        |  | Pořadí       | Jméno              | Počet        |
| 1.           | Hans Rudi Brugger | 368          |  | 1.           | Daniel Casiraghi   | 54           |
| 2.           | Fabian Tait       | 341          |  | 2.           | Manuel Fischnaller | 49           |
| 3.           | Hannes Fink       | 331          |  | 3.           | Alessandro Campo   | 31           |
| 4.           | Hannes Kiem       | 243          |  | 4.           | Mateo Rover        | 27           |
| 5.           | Andrea Servili    | 201          |  | 5.           | Ettore Gliozzi     | 25           |

- Poznámka:

Aktivní

### Rekordní přestupy
| Nákup  | Nákup               | Nákup     | Nákup          | Nákup           |  | Prodej | Prodej             | Prodej    | Prodej      | Prodej          |
| Pořadí | Jméno               | sezona    | klub           | částka          |  | Pořadí | Jméno              | sezona    | klub        | částka          |
| 1.     | Silvio Merkaj       | 2023/2024 | Virtus Entella | 0,4 mil. Euro   |  | 1.     | Lorenzo Sgarbi     | 2019/2020 | Neapol      | 0,780 mil. Euro |
| 2.     | Francesco Galuppini | 2021/2022 | Renate         | 0,240 mil. Euro |  | 2.     | Michael Cia        | 2007/2008 | Bergamo     | 0,750 mil. Euro |
| 3.     | Manuel Fischnaller  | 2014/2015 | Reggina        | 0,2 mil. Euro   |  | 3.     | Manuel Fischnaller | 2015/2016 | Alessandria | 0,6 mil. Euro   |

### Na velkých turnajích

#### Účastníci Mistrovství Evropy
- Jasmin Kurtić (ME 2024)

### Česká stopa
- Jan Polák (2019–2021)